# الکساندر کوشکین
الکساندر کوشکین (روسی: Александр Николаевич Кошкин؛ ۱۳ ژوئن ۱۹۵۹ – ۱۶ اکتبر ۲۰۱۲ (aged 53)) ورزشکار بوکس اهل روسیه بود.
وی در مسابقات کشوری و بین‌المللی در مجموع برندهٔ ۲ مدال طلا، ۱ مدال نقره شده‌است.